# Anastasios Chatzigiovanis
Anastasios Chatzigiovanis (Grieks: Αναστάσιος Χατζηγιοβάνης; Mytilini, 31 mei 1997) is een Grieks voetballer die doorgaans speelt als vleugelspeler. In juli 2025 verruilde hij Eyüpspor voor Omonia Nicosia. Chatzigiovanis maakte in 2020 zijn debuut in het Grieks voetbalelftal.

## Clubcarrière
Chatzigiovanis speelde in de jeugd van Panathinaikos, waar hij in januari 2017 zijn debuut maakte, op bezoek bij Kerkyra. Marcus Berg zette de bezoekers op voorsprong en door een doelpunt van Denis Epstein werd het uiteindelijk 1–1. De vleugelspeler moest van coach Marinos Ouzounidis op de reservebank beginnen en hij viel na een uur spelen in voor Sebastián Leto. Zijn eerste professionele doelpunt volgde twee weken later, tijdens een bekerwedstrijd bij Kissamikos op 1 juli 2017. Na een goal van Viktor Klonaridis verdubbelde Chatzigiovanis de voorsprong van Panathinaikos. Door doelpunten van Sotiris-Pantelis Pispas en Olivier Boumal werd uiteindelijk met 0–4 gewonnen.
In de zomer van 2022 maakte Chatzigiovanis transfervrij de overstap naar Ankaragücü, waar hij zijn handtekening zette onder een verbintenis voor de duur van twee seizoenen, met een optie op een jaar extra. Deze optie werd na deze twee jaar niet gelicht, waarna de Griek transfervrij verkaste naar Eyüpspor. Bij zijn nieuwe club tekende hij voor twee jaar. In januari 2025 keerde hij tijdelijk terug naar Griekenland, toen Asteras Tripolis hem huurde. Na deze verhuurperiode vertrok hij definitief uit Turkije; Omonia Nicosia nam hem transfervrij over en gaf hem een contract voor twee jaar.

## Clubstatistieken
| Seizoen | Club               | Competitie   | Competitie | Competitie | Beker | Beker | Internationaal | Internationaal | Totaal | Totaal |
| Seizoen | Club               | Competitie   | Wed.       | Dlp.       | Wed.  | Dlp.  | Wed.           | Dlp.           | Wed.   | Dlp.   |
| ------- | ------------------ | ------------ | ---------- | ---------- | ----- | ----- | -------------- | -------------- | ------ | ------ |
| 2016/17 | Panathinaikos      | Super League | 9          | 0          | 5     | 1     | 1              | 0              | 15     | 1      |
| 2017/18 | Panathinaikos      | Super League | 17         | 0          | 4     | 0     | 3              | 0              | 24     | 0      |
| 2018/19 | Panathinaikos      | Super League | 27         | 4          | 3     | 0     | —              | —              | 30     | 4      |
| 2019/20 | Panathinaikos      | Super League | 32         | 8          | 4     | 0     | —              | —              | 36     | 8      |
| 2020/21 | Panathinaikos      | Super League | 29         | 3          | 2     | 0     | —              | —              | 31     | 3      |
| 2021/22 | Panathinaikos      | Super League | 28         | 1          | 4     | 0     | —              | —              | 32     | 1      |
| 2022/23 | Ankaragücü         | Süper Lig    | 25         | 1          | 6     | 2     | —              | —              | 31     | 3      |
| 2023/24 | Ankaragücü         | Süper Lig    | 33         | 2          | 7     | 2     | —              | —              | 40     | 4      |
| 2024/25 | Eyüpspor           | Süper Lig    | 6          | 0          | 0     | 0     | —              | —              | 6      | 0      |
| 2024/25 | → Asteras Tripolis | Super League | 10         | 2          | 2     | 0     | —              | —              | 12     | 2      |
| 2025/26 | Omonia Nicosia     | A Divizion   | 0          | 0          | 0     | 0     | —              | —              | 0      | 0      |
| Totaal  | Totaal             | Totaal       | 216        | 21         | 37    | 5     | 4              | 0              | 257    | 26     |

Bijgewerkt op 3 juli 2025.

## Interlandcarrière
Chatzigiovanis debuteerde in het Grieks voetbalelftal op 11 november 2020. Op die dag werd een vriendschappelijke wedstrijd tegen Cyprus met 2–1 gewonnen. Christos Tzolis en Giorgos Giakoumakis scoorden voor de Grieken, waarna Marios Ilia de eindstand bepaalde. Chatzigiovanis mocht van bondscoach John van 't Schip in de basis beginnen en hij speelde het gehele duel mee.
| Interlands van Anastasios Chatzigiovanis voor Griekenland | Interlands van Anastasios Chatzigiovanis voor Griekenland | Interlands van Anastasios Chatzigiovanis voor Griekenland | Interlands van Anastasios Chatzigiovanis voor Griekenland | Interlands van Anastasios Chatzigiovanis voor Griekenland | Interlands van Anastasios Chatzigiovanis voor Griekenland |
| №                                                         | Datum                                                     | Wedstrijd                                                 | Uitslag                                                   | Competitie                                                | Goals                                                     |
| Als speler bij Panathinaikos                              | Als speler bij Panathinaikos                              | Als speler bij Panathinaikos                              | Als speler bij Panathinaikos                              | Als speler bij Panathinaikos                              | Als speler bij Panathinaikos                              |
| --------------------------------------------------------- | --------------------------------------------------------- | --------------------------------------------------------- | --------------------------------------------------------- | --------------------------------------------------------- | --------------------------------------------------------- |
| 1                                                         | 11 november 2020                                          | Griekenland – Cyprus                                      | 2 – 1                                                     | Vriendschappelijk                                         |                                                           |
| 2                                                         | 15 november 2020                                          | Moldavië – Griekenland                                    | 0 – 2                                                     | Nations League 2020/21                                    |                                                           |
| 3                                                         | 25 maart 2022                                             | Roemenië – Griekenland                                    | 0 – 1                                                     | Vriendschappelijk                                         |                                                           |
| 4                                                         | 28 maart 2022                                             | Montenegro – Griekenland                                  | 1 – 0                                                     | Vriendschappelijk                                         |                                                           |
| 5                                                         | 2 juni 2022                                               | Noord-Ierland – Griekenland                               | 0 – 1                                                     | Nations League 2022/23                                    |                                                           |
| 6                                                         | 12 juni 2022                                              | Griekenland – Kosovo                                      | 2 – 0                                                     | Nations League 2022/23                                    |                                                           |
| Als speler bij Ankaragücü                                 |                                                           |                                                           |                                                           |                                                           |                                                           |
| 7                                                         | 24 september 2022                                         | Cyprus – Griekenland                                      | 1 – 0                                                     | Nations League 2022/23                                    |                                                           |
| 8                                                         | 27 september 2022                                         | Griekenland – Noord-Ierland                               | 3 – 1                                                     | Nations League 2022/23                                    |                                                           |
| 9                                                         | 17 november 2022                                          | Malta – Griekenland                                       | 2 – 2                                                     | Vriendschappelijk                                         |                                                           |
| 10                                                        | 20 november 2022                                          | Hongarije – Griekenland                                   | 2 – 1                                                     | Vriendschappelijk                                         |                                                           |
| 11                                                        | 24 maart 2023                                             | Gibraltar – Griekenland                                   | 0 – 3                                                     | EK 2024 kwalificatie                                      |                                                           |
| 12                                                        | 10 september 2023                                         | Griekenland – Gibraltar                                   | 5 – 0                                                     | EK 2024 kwalificatie                                      |                                                           |
| 13                                                        | 13 oktober 2023                                           | Ierland – Griekenland                                     | 0 – 2                                                     | EK 2024 kwalificatie                                      |                                                           |
| Als speler bij Eyüpspor                                   |                                                           |                                                           |                                                           |                                                           |                                                           |
| 14                                                        | 7 september 2024                                          | Griekenland – Finland                                     | 3 – 0                                                     | Nations League 2024/25                                    |                                                           |
| 15                                                        | 10 september 2024                                         | Ierland – Griekenland                                     | 0 – 2                                                     | Nations League 2024/25                                    |                                                           |

Bijgewerkt op 3 juli 2025.

## Erelijst
| Kupello Ellados | 1 | 2021/22 |